# Orlando Narváez
Luis Orlando Narváez Padilla (Quito, 26 giugno 1958) è un ex calciatore ecuadoriano, di ruolo difensore.

## Carriera

### Club
Ha sempre giocato nel campionato ecuadoriano.

### Nazionale
Con la maglia della nazionale giocò 5 partite e prese parte alla Copa América 1983.

## Palmarès

### Club

#### Competizioni nazionali
- Campionato ecuadoriano: 4

El Nacional: 1982, 1983, 1984, 1986